# 大久保聡美
大久保 聡美（おおくぼ さとみ、1995年10月30日 - ）は、日本の元女優。
千葉県出身。元スターダストプロモーション所属。
2021年2月1日、5月末での芸能界引退を表明。

## 出演

### テレビドラマ
- ガリレオ 第2シーズン 第2章「指標す」（2013年4月22日、フジテレビ） - 井沢里沙 役
- 警視庁捜査一課9係 season10 最終話（2015年7月1日、テレビ朝日） - 岡部茜 役
- わたしのウチにはなんにもない。（2016年2月 - 3月、NHK BSプレミアム） - 真美 役
- アイドル×戦士ミラクルちゅーんず! 第25話（2017年9月17日、テレビ東京） - 夏目くるみ 役
- 仮面ライダーゼロワン 第4話（2019年9月22日、テレビ朝日） - アンナ 役

### 映画
- しあわせのマスカット（2021年5月14日公開、BS-TBS） - 尾崎奈緒 役

### バラエティ・ドキュメンタリー
- 中居正広の金曜日のスマたちへ（2012年1月、AKB48再現ビデオ、TBS） - 小嶋陽菜 役

### CM
- 尾崎商事 カンコー学生服「笑顔リレー」篇（2010年8月 - 2012年7月）
- 株式会社外為どっとコム（2014年2月 - ）

### PV
- momo「大好きだよ」（2011年4月27日）

### 舞台・ミュージカル
- HIROSE PROJECT LIVE vol.12「スタンディングオベーションと雪の夜のラストシーン」（2012年4月13日 - 15日、ラゾーナ川崎プラザソル） - Aチーム：秋田海 / Bチーム：西野優希 役
- ミュージカル「美少女戦士セーラームーン」 - 主演・月野うさぎ / セーラームーン 役
  - 『美少女戦士セーラームーン La Reconquista』（2013年9月13日 - 23日、AiiA Theater Tokyo）[3]
  - 『美少女戦士セーラームーン Petite Etrangere』（2014年8月21日 - 31日、AiiA Theater Tokyo / 9月5日 - 7日、梅田芸術劇場 シアター・ドラマシティ）[4]
  - 『美少女戦士セーラームーン -Un Nouveau Voyage-』（2015年9月18日 - 27日、AiiA 2.5 Theater Tokyo / 10月2日 - 4日、サンケイホールブリーゼ）
- アリスインプロジェクト『セブンフレンズ・セブンミニッツ』（2014年12月17日 - 21日、六行会ホール） - 主演・羽沢美玖 役[5]
- 音楽劇「ジャン・コクトー 恐るべき子どもたち」（2015年6月26日 - 28日、亀戸文化センターカメリアホール） - アガート / ダルジュロス 役[6]
- アリスインプロジェクト「新・戦国降臨ガール」（2015年10月21日・23日、スペース・ゼロ） - 日替わりゲスト ミカド 役[7]
- ネルケプランニング主催「コミックジャック―RETURN2016―」（2016年1月20日 - 27日、紀伊國屋サザンシアター） - カスミ役[8]
- WBB vol.11「スペース トラベロイド」（2016年12月3日 - 11日、赤坂RED/THEATER） - 日菜子役[9]
- 『美少女戦士セーラームーン -Le Mouvement Final-』（2017年9月 - 10月、AiiA 2.5 Theater Tokyo / アイプラザ豊橋 / 梅田芸術劇場 シアター・ドラマシティ）- セーラーコスモス 役
- 舞台『青の祓魔師』島根イルミナティ篇（2017年10月20日 - 11月5日、Zeppブルーシアター六本木 / 新神戸オリエンタル劇場） - 神木出雲 役
- Otona Project 第十五弾 演劇ユニット【爆走おとな小学生】第四回特別授業『こっちにおいで、ジョセフィーヌ』（2018年5月23日 - 27日、新宿村LIVE） - 主演・ジョセフィーヌ 役（team Soleil）
- ハイパープロジェクション演劇『ハイキュー!! "飛翔"』（2019年11月1日 - 4日、東京公演:TOKYO DOME CITY HALL / 11月9日 - 16日、大阪公演:大阪メルパルクホール / 11月22日 - 24日、宮城公演:多賀城市民会館 大ホール / 12月6日 - 15日、東京旋風公演:日本青年館ホール） - 清水潔子 役

### ライブ
- TOKYO IDOL FESTIVAL 2012（2012年8月4日 - 5日、お台場・青海周辺エリア） - 3B juniorとして[10]
- スタダ芸能3部祭り2013（2013年1月6日[11]） - 3B juniorとして[12]
- Animelo Summer Live 2013（2013年8月23日、けやきひろば特設ステージ） - ミュージカル「美少女戦士セーラームーン」として[13]
- ネルフェス2014 in 武道館（2014年11月7日、日本武道館） - ミュージカル「美少女戦士セーラームーン」として[14]

### イベント
- セーラームーン20周年記念イベント（2013年8月4日）
- ミラクルロマンス『スターパワープリズムアイライナーシリーズ』新製品体験会（2013年9月17日）
- ニコニコ超会議3 セーラームーンステージ（2014年4月27日）

### ネット配信
- 楽屋の神様〜君と一緒に@LOVEパンチ！〜（2013年9月17日、ニコニコ生放送）
- 18歳 大久保聡美をFXでマネ育！（2014年2月24日、USTREAM）[15]

## 書籍
- 3Bjunior BOOK 2013 summer（2013年7月30日発売）

## DVD
- ヒトコワ　－ほんとに怖いのは人間－ （2012年12月5日発売）
- ミュージカル「美少女戦士セーラームーン−La Reconquista−」 （2014年7月9日発売、KIBM-446〜447）[16]